# Joshua Reed Giddings

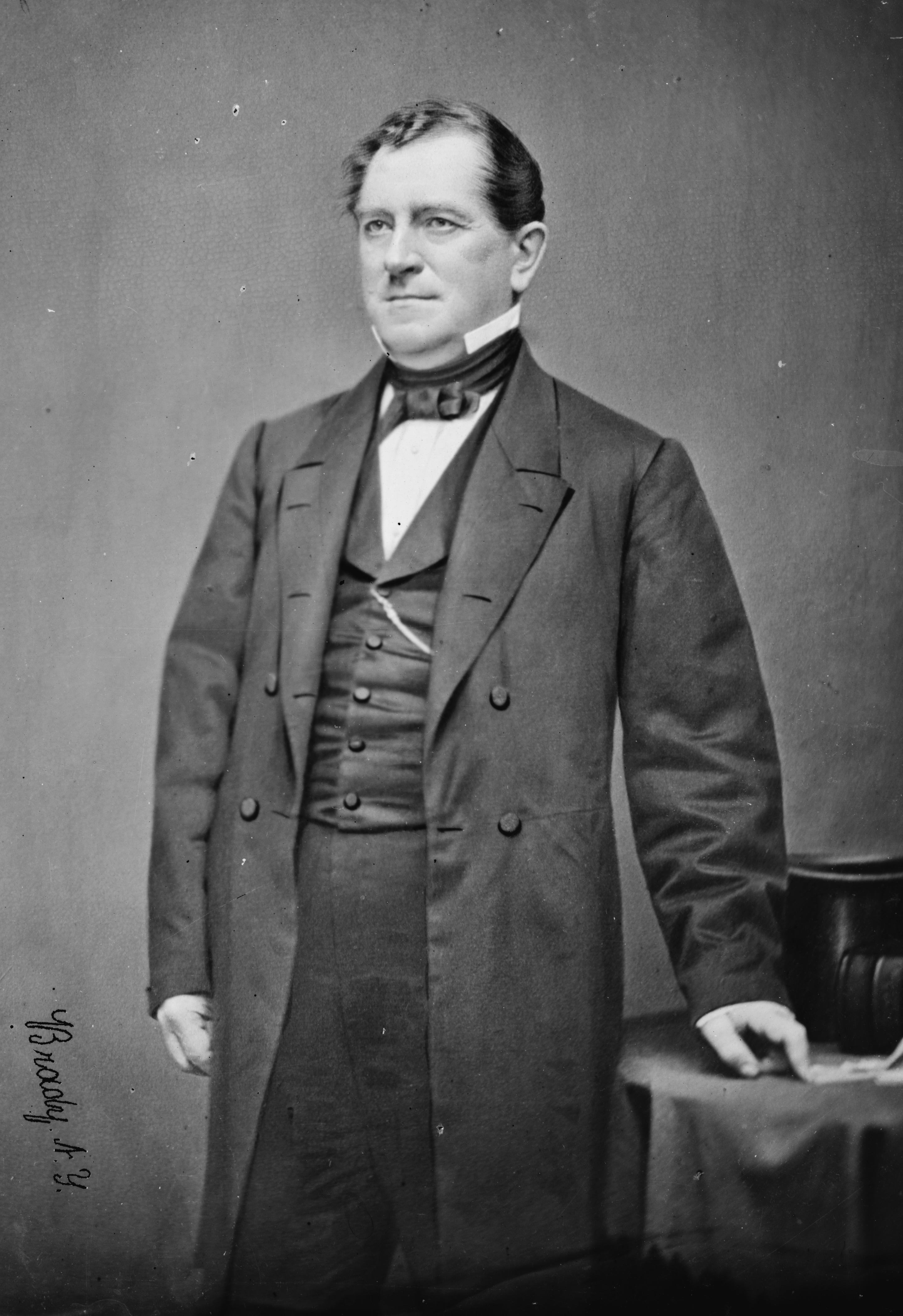
Joshua R. Giddings

Joshua Reed Giddings (* 6. Oktober 1795 in Tioga Point, Bradford County, Pennsylvania; † 27. Mai 1864 in Montreal, Kanada) war ein amerikanischer Jurist und Politiker. Von 1838 bis 1859 vertrat er den Bundesstaat Ohio im Repräsentantenhaus der Vereinigten Staaten. Zeitlebens trat er gegen die Unterdrückung des Menschen durch den Menschen auf, zunächst während des Zweiten Seminolenkriegs (1835–1842), dann als glühender Verfechter der Abschaffung der Sklaverei.

## Leben
Giddings wurde am 6. Oktober 1795 im heutigen Athens in Pennsylvania geboren. Im Jahr 1806 zog er mit seiner Familie nach Ohio in das Ashtabula County um, ein damals spärlich besiedeltes Gebiet, fast noch Wildnis.
Er arbeitete auf der Farm seines Vaters mit, las und lernte jedoch viel. Nach 1814 arbeitete er mehrere Jahre als Lehrer. 1821 wurde er als Rechtsanwalt zugelassen. Bald hatte er eine gutgehende Kanzlei aufgebaut, die auf Strafverteidigung spezialisiert war. 1838 verlor er einen großen Teil seines Vermögens an der Börse und war somit gezwungen, die Kanzlei aufzugeben.
Nachdem Giddings bereits von 1826 bis 1828 seinen Wahlkreis im Repräsentantenhaus von Ohio vertreten hatte, entschloss er sich, für das US-Repräsentantenhaus in Washington, D.C. zu kandidieren. Von Dezember 1838 bis März 1859 war er Abgeordneter im Repräsentantenhaus, bis 1843 dabei für den 16. Wahlbezirk von Ohio, danach für den 20. Bezirk. Giddings kandidierte zunächst für die Whigs, dann als Free-Soiler und schließlich als Republikaner.
Bezüglich der Sklaverei vertrat Giddings die Auffassung, dass es sich dabei um eine Einrichtung der einzelnen Staaten handelte und die Regierung der USA dementsprechend auf diesem Gebiet nicht tätig werden durfte. Daraus ergab sich nach seiner Ansicht, dass die Sklaverei im Gebiet des District of Columbia und in den Territorien unrechtmäßig war und dort abgeschafft werden musste; das Gleiche galt für den Küstenhandel mit Sklaven unter Bundesflagge, dieser musste unterbunden werden. Ferner hatte der Kongress nach Giddens Ansicht keine Befugnis, Gesetze zu erlassen, die eine Anerkennung der Sklaverei auf Bundesebene bedeutet hätten.
Giddings engagierte sich in besonderem Ausmaß im Fall der Creole. Dabei ging es um ein US-amerikanisches Sklavenschiff, das 1841 infolge einer Revolte der Sklaven in deren Gewalt geraten und von den Rebellen in den Hafen der britischen Stadt Nassau gebracht worden war. Die Regierung der USA verlangte von Großbritannien die Herausgabe der Sklaven, da sich diese auf einem amerikanischen Schiff befunden hätten. Der Prozess war noch nicht beendet, als Giddings am 21. März 1842 im Repräsentantenhaus mehrere Resolutionen einbrachte. Er argumentierte dahingehend, die Sklaven hätten die Gesetze der USA nicht verletzt, vielmehr nur ihr unveräußerliches Recht auf Freiheit der Person geltend gemacht. Die USA sollten daher davon Abstand nehmen, die Rückgabe der Sklaven zu verlangen. Die Anträge Giddings erregten Aufsehen und Ärgernis, das Repräsentantenhaus erteilte ihm eine förmliche Rüge. Daraufhin legte Giddings das Abgeordnetenmandat wieder, worauf er mit großer Mehrheit wiedergewählt wurde.
Unter dem Einfluss seiner Tochter Lura Maria und der Gegner der Sklaverei um William Lloyd Garrison radikalisierte sich Giddings. Er stützte seine ablehnende Haltung zur Sklaverei nicht mehr auf die Verfassung der USA, sondern auf das Naturrecht.
Giddings führte im Kongress die Opposition gegen die Ausdehnung der Sklaverei an und wandte sich dementsprechend gegen die Annexion von Texas (1846), den Krieg gegen Mexiko (1846–1848), den Kompromiss von 1850 und den Kansas-Nebraska Act von 1854. Zeitlebens war er aktiver Unterstützer der Underground Railroad.
Im Jahr 1859 schied Giddings nach mehr als 20 Jahren Mitgliedschaft aus dem Kongress aus, nachdem er nicht mehr für eine Wiederwahl nominiert worden war. Von 1861 bis zu seinem Tod am 27. Mai 1864 in Montreal vertrat er die USA als Generalkonsul in Kanada.

## Werke
- The exiles of Florida; or, The crimes committed by our government against the Maroons who fled from South Carolina and other slave states, seeking protection under Spanish laws. Follett, Foster and Co., Columbus OH 1858.
- History of the rebellion: its authors and causes. Follet, Foster, New York 1864.